# موسيقى سعودية
الموسيقى السعودية تتنوع الموسيقى والغناء في المملكة العربية السعودية من منطقة لأخرى، بعض هذه الأشكال والأنواع الغنائية يعتمد على المهن والبيئات، مثل الهيجنة (للجَمَّالَةٌ)، وحداء السواني (استخراج الماء)، وأغاني البناء والفلاحة والطحن ونحوها. بينما هناك مكونات أساسية منها الأشكال الشعرية والأنماط اللحنية والألوان الإيقاعية وحركات الرقص التي تشكِّل طُرقَ الأداء والتلحين والكتابة الشعرية مثل فن السامري في نجد، والخبيتي والرديح ( البدواني) وشعر المحاورة والكسرة وفن الصهبة في الحجاز، وفن النهمة (غناء البحر) في الأحساء. كما أن هناك ملامح مشتركة مثل فن المجرور الطائفي المنشأ وفن المجس (الموَّال المكي)، أما فن الدان فهو مشترك بين الحجاز واليمن، وبالنسبة لفن العرضة والسامري فهو مشترك بين حائل والقصيم ونجد والأحساء، على الرغم من اختلافها قليلاً في الأحساء حيث تأتي بفن النهمة (غناء البحر). يعتبر طارق عبد الحكيم الأب الأكاديمي للأغنية السعودية كما أنه مؤسِّس مدرسة موسيقات الجيش العربي السعودي، كما برز عدد من الفنانين على مستوى العالم العربي منهم الراحل طلال مداح ومحمد عبده وخالد عبد الرحمن وراشد الماجد وعبد المجيد عبد الله وعبادي الجوهر ورابح صقر.

## تاريخ الموسيقى السعودية

### المرحلة الأولى
يحفظ التاريخ تسجيلات غنائية عام 1909 عن طريق موظفي القنصلية الهولندية في جدة، سجلوا نماذج من الأذان وتلبيات الحجاج من إندونيسيا، وأصوات مقرئين من زنجبار واليمن، وهي تسجيلات الهولندي سنوك هوروخورنيه، ويذكر الباحث محمود صباغ حكاية هذه التسجيلات في مدونته: «كان سنوك هوروخرونيه مسؤولًا رفيعًا في الدبلوماسية الهولندية عبر البحار في مواقع نفوذها في جزر جاوى وجزر الهند الشرقية. كانت مهمته تنحصر في رصد واستشراف اتجاهات الفكر لدى السكان الجاويين المحليين، وكان ذلك باعث رحلته الأولى إلى مكة عام 1885. لكن نزعات المعرفة والاستطلاع ستنمو لديه.. فاستغل درايته وقدراته اللوجستية في رفد حقلي اللسانيات والموسيقا الإثنيّة وفلكلور الشعوب بمواد رائدة عن مكة. وفي سبيل تنفيذ مشروعه أرسل سنوك الفونوغراف الخاص به إلى الحجاز عام 1906 عبر ترتيب يشرف عليه السيّد محمد سعيد تاج الدين أحد أقطاب نقل حجاج جنوب شرق آسيا بالسفن البخارية، مع القنصلية الهولندية في جدة وعبر مندوبه وشقيقه في الحجاز السيّد جمال الدين آل تاج الدين.
سُجل على تلك الأسطوانات قدر هائل مما يخص الموروث الحجازي بين عامي 1906 و1909: سور قصار من القرآن الكريم، وأذان الحرم المكي، وابتهالات دينية، وموشحات مديح نبوي وتزهيد، وغناء محكي، ودانات مكيّة مُغنّاة على آلة العود، وألوان من المجرور والحدري والفرعي، ومجسات على الأصول والفروع، وتسجيل لغناء جماعي في الحارات الشعبية كمقاطع من الصهباء المكيّة ويماني الكف، وغناء نسائي، وشعر بدوي، وغناء لنساء بيشة، ومقاطع من احتفالات الزواج، ومقاطع ترصد الأهازيج المغناة في الاحتفاليات العامة مثل: افتتاح محطة معان الحجازية ضمن سكة حديد الحجاز عام 1907.
لكن في سجلات شركة ميشيان الألمانية حفظ أكثر من عمل بين دانات ومجسّات سجلها الشريف هاشم العبدلي (ت.1926) –على وجه التقريب- في العهد الهاشمي، فقد تغنى بمجس من شعر الملك عبد الله الأول بن الحسين، وحفظت تسجيلات أخرى في الخمسينيات لمغنية تحمل اسمًا مستعارًا «كوكب الحجاز» تدعى ليلى حسين.
ومن سجّل لهم هذه الفترة يُعدُّون طبقة من رواة الغناء الحجازي التقليدي تشكل جيلين من أبرزهم: سعيد أبو خشبة وحسن جاوة –من عائلة باجنيد- وعبد الرحمن مؤذن شهير بالأبلاتين –من عائلة دحلان- وحسن لبني حتى من ورث ذلك الجيل محمود حلواني ومحمد علي سندي. وقد ارتحل بعض منهم إلى إسطنبول لدراسة الموسيقا مثل أحمد شيخ. بينما ارتحل بعضهم إلى مصر لتسجيل أعمالهم.
إذا كان الشريف العبدلي ارتحل إلى مصر ليسجل أعماله، فإن مجموعة من فناني الأحساء والرياض ذهبت إلى البحرين والكويت لتسجيل أعمالها منذ منتصف الخمسينيات حتى ظهرت شركات الأسطوانات نهاية الخمسينيات، فتمكنت من توفير أجهزة تسجيل وإنشاء أستوديوهات في الرياض والأحساء لشركات مثل: الأسود فون، ونجدي فون والتلفون.
وقد حفظت لنا هذه الشركات أسماء مغنين منها: شادي القصيم (صالح الدوسري)، وشادي الرياض (سعد اليحيا)، وفرج الطلال، وفتى حائل (سالم الحويل)، ووحيد الجزيرة (فهد بن سعيد)، ومن الأحساء عبد الرحمن الهبة، وعايد عبد الله، وعبد الله العماني، وفرج المبروك، ومن الحجاز عبد العزيز شحاته، ومحمود حلواني، ومحسن شلبي، ومن الجنوب علي عبد الله فقيه.
وقد نشأت في تلك الحقبة إذاعات أهلية لعل أشهرها «إذاعة طامي» في الرياض لصاحبها عبد الله الطامي (1921- 2000)، وإذاعة في الدمام لعبد الله الشعلان، وعلى الرغم من أن إذاعة جدة قد أسّست عام 1949 إلا أن «إذاعة طامي» تمكّنت من نقل الأخبار السياسية والاجتماعية، وبث الأغنيات، وبخاصة تسجيلات الأسطوانات رغم منعها من البث في الإذاعة الرسمية.

#### المرحلة الثانية
يشير المؤرخ محمد علي مغربي، في كتابه «ملامح من الحياة الاجتماعية في الحجاز في القرن الرابع عشر الهجري» (1982) إلى مسألة اجتماعية تختص بتحول في تقاليد تصاحب فنون الأداء والقول والحركة: «كان هناك من يمارس ذلك النوع من الترويح ولكن في السر وبعيدًا عن العيون والآذان في أقبية البيوت، أو في الأماكن المكتومة التي لا تظهر فيها أصوات آلات الطرب، أو في الخلاء بعيدًا عن العمران».
برغم أن جهاز الغرامافون (أو صندوق الغناء) أتيح نهاية الأربعينيات تهريبًا إلا أنه لم يسمح به رسميًّا حتى عام 1961. ولعلنا نعد إنشاء وزارة الدفاع السعودية لمدرسة موسيقات الجيش العربي السعودي عام 1953 حدثًا بارزًا، فحين عاد من دراسته في القاهرة، ترأسها طارق عبد الحكيم، وحددت أهدافها: أولًا- تقديم التحية العسكرية (السلام الملكي السعودي). ثانيًا- الترفيه عن الضباط وصف الضباط والجنود.
قيدت أنشطتها في المناسبات الوطنية والأعياد، وكلّف وزير الإعلام عبد الله بالخير عبد الحكيم أن يكوِّن فرقة الإذاعة عام 1961 لتكون نواة لعمل أستوديوهات الإذاعة ودعم الأغنية الناشئة آنذاك. خلال هذه الحقبة سوف تعرف أصوات كثيرة بعضها لأول مرة يظهر مثل غازي علي وطلال مداح وجميل محمود، وبعضها انتقل إليها من مرحلة الغناء في السهرات والأعراس، مثل: محمود حلواني، ومحمد علي سندي، وعبد الله محمد، وفوزي محسون. كما أن عبد الحكيم وضع مؤلفات تعليمية تخص الموسيقا العسكرية، مثل: «دليل العازفين الموسيقيين العسكريين»، و«تاريخ الموسيقا العسكرية قديمًا وحديثًا».
وقد استطاع عبد الحكيم، الذي عرف ملحنًا ومغنيًا وراقصًا، من خلال أغنيات شهيرة: «يا ريم وادي ثقيف، عند النقا، يا لابس الإحرام»، أن يمنح الكثير من الأصوات العربية ألحانه حقبة الخمسينيات والستينيات مثل نجاح سلام، وسميرة توفيق، ووديع الصافي، كذلك منح جميل محمود ألحانه هيام يونس، وفي المقابل انتقل الشعر السعودي إلى الحناجر العربية بألحان عربية أيضًا؛ إذ لحن رياض السنباطي من قصائد الشاعر عبد الله الفيصل لأم كلثوم «ثورة الشك (1958)، ومن أجل عينيك (1972)» ولنازك «ليته يعرف الملل»، ولحن محمد محسن منها لنور الهدى واحدة من قصائد الفيصل «حبي البكر».
ولا يمكن أن يغفل في هذه المرحلة الدور الكبير الآخر لسمير الوادي (1926-1982) الاسم المستعار لمطلق الذيابي شاعرًا وملحنًا ومغنيًا، إضافة إلى عمله الإعلامي مذيعًا مبكرًا منذ عام 1955. سجّل سمير الوادي أغنياته ما بين شركات الأسطوانات والإذاعة (منذ عام 1961)، التي تجمع ما بين الطابع البدوي والتقليدي. وقدم مجموعة من الألحان لأصوات سعودية مثل: طلال مداح، ومحمد عبده، وإبتسام لطفي، وعبد الله السلوم، وخالد مدني. ومن الأصوات العربية: هيام يونس، وعايدة بوخريص، وسعد عبد الوهاب، ووديع الصافي، ومصطفى كريديه، وسعاد محمد، وشريفة فاضل، ونجاح سلام. وأنجز سمير الوادي 39 قطعة موسيقية خلال مدة عمله بالإذاعة، ولحق به المؤلف الموسيقي حامد عمر (1938- 2006) الذي ألّف أول أعماله الموسيقية عام 1959، وبلغ 20 قطعة موسيقية حتى توقف عام 1983م، فوضع بعض الألحان لفرقة الثلاثي المرح، وعلية التونسية، ووديع الصافي، وكتب في الصحافة معرفًا بالموسيقا الأوربية الكلاسيكية.
ويعد عبد الله محمد (1928 – 1998) الأب الأول للغناء الشعبي، حيث أطلقت ألحانه حنجرة طلال مداح غير مرة، وأسهم فوزي محسون (1925 – 1987) في غنائه وألحانه بروح حجازية مدنية الطابع، تنقل مزاج حارات جدة غير منقطعة من جذور مهاجريها وجذورهم القابعة وراء ذكرياتهم، ولا ينكر الدور الذي اضطلع به عمر كدرس (1933 – 2002) في تطوير التراث الحجازي وبراعة ألحانه القليلة، وخدمة صوت محمد عبده بشكل احتكاري موجهًا وراعيًا حتى تقاعده ووفاته.
غير أن عبده نقلت صوته خارج البلاد الألحان الكويتية من يوسف المهنا وأحمد عبد الكريم، وألحان عبد الرب إدريس ذي الأصل اليمني، حامل الجنسية السعودية.

##### المرحلة الثالثة
يذكر عبد الرحمن اللهبي، عازف كمان هاو، في شهادة أدرجها ضمن مذكراته «رجال الطرب الحجازي» (2009)، فيقول عن الفنان طلال مداح أحد رموز هذه المرحلة:
«وخرج صاحبي في عام 1380هـ (1960) في حفلة من الحفلات التي تقام للملك سعود، وغنى أولى أغانيه (وردك يا زارع الورد) وقد عمل على تلحينها عبد الله محمد والريس، وقد صاحبه الريس محمد على الكمان، وحامد فقيه على الإيقاع، وكانت ليلة انطلاقه وشهرته».
إذ شهدت هذه المرحلة تكريس انطلاقة الأغنية الجديدة من بعد المسرح والأسطوانات حين أسّس طلال مداح ولطفي زيني والشاعر المنتظر شركة «رياض فون» مطلع الستينيات، واستطاع مداح أن يقدم تجربة ملفتة في تطوير الأغنية السعودية، ووضعها على قدم المساواة والغناء العربي آنذاك في منافسة قوية في القاهرة وبيروت والكويت من خلال نقلات مهمة في تجربته «وردك يا زارع الورد» (1960)، ثم بداية الأغنية الطلالية «عطني المحبة» (1968)، ثم حقبة الرومانسية الجديدة أغاني مسلسل «الأصيل» (1973)، وهي حقبة تعاونه مع الملحن سراج عمر، وتعزيزها بأعمال شهيرة بين عامي 1976 – 1978 «مقادير، وأغراب، والموعد الثاني، ولا تقول لا تقول» كما أسهم في هذه الانعطافة شعراء طوروا شكل الكتابة الشعرية الغنائية مثل: إبراهيم خفاجي، وبدر بن عبد المحسن ومحمد العبد الله الفيصل.
شهدت هذه الحقبة انطلاقة محمد عبده، وسعد إبراهيم، وعودة سعيد، وقدم دعم طلال مداح من خلال شركته أسماء كثيرة مثل: عبادي الجوهر، وإبتسام لطفي، وعتاب، وحيدر فكري، وسلامة، ويسرى البدوية، وهدى مداح. إذ يشكل حضور المرأة في تأليف الأغاني والغناء والعزف ملفتًا بشكل متواز مع الرجل سواء عند ذوي المرجعية البدوية أو الحضرية. وقد عززت الإمكانيات الفنية والإعلامية والإنتاجية في الكويت دعم بدايات محمد عبده وعتاب وإبتسام لطفي؛ إذ أسهمت ألحان يوسف المهنا في تكريس محمد عبده في أغنيات شهيرة «ماكو فكة، وبعاد، والجو غيم». كما أن إبتسام لطفي أفادت كثيرًا في تثمين أرشيفها الغنائي من الملحنين المصريين مثل: رياض السنباطي، وأحمد صدقي، ومحمد الموجي. إضافة إلى استمرار أصوات الغناء الشعبي مثل: فهد بن سعيد، وسلامة العبد الله، وحمد الطيار. وبدأت تظهر المؤلفات المتخصصة في الفنون الأدائية، بعضها وُضع لأغراض تعليمية في القواعد الموسيقية وتراجم الموسيقيين –كما عرفنا سابقًا- وضع معظمها طارق عبد الحكيم بينما يمكن أن يعد كتاب «الأنغام الخفية في الصحراء السعودية» (1971) المعتني بالفنون الأدائية، إضافة إلى نماذج جمعها مع محمد الزايدي في كتاب «شدو البلابل: أغاني عاطفية وأناشيد وطنية حماسية».
وقد أتاح تأسيس جمعية الثقافة والفنون عام 1973 فرصة جمع الفنانين في ملتقيات وتنظيم حفلات غنائية أطلقت ودعمت أسماء جديدة. إذ كُلّف طارق عبد الحكيم بتأسيس فرقة الفنون الشعبية تحت مظلة الرئاسة العامة لرعاية الشباب عام 1975، وطافت بلاد عربية وأوربية وآسيوية تنشر فنون البلاد. وضع عبد الحكيم أكثر من مؤلف تعليمي ومؤلفات أخرى تؤرخ لفنون البلاد أصدرها عندما كان مديرًا لإدارة الفنون الشعبية بالرئاسة العامة لرعاية الشباب، منها كتابه «أشهر الفلكلورات الشعبية» (1980)، وألحقه نموذجين آخرين:«العرضة السعودية»، و«سامري عنيزة».
وبرغم أن جيلًا حاول الظهور متأثرًا بالمرحلة الانتشارية غير أنه لم يتجاوز بعض الظروف التي عرقلته بينما سهلت لآخرين، وهم مثل محروس الهاجري الذي انطلق مع الملحن عبد الرحمن الحمد والشاعر جواد الشيخ في أغنية «غدّار يا بحر» (1978).
وبعد تقنين صناعة الكاسيت وتأسيس الشركات عام 1983 انطلقت مرحلة جديدة في الأغنية السعودية ظهرت فيها أسماء مثل: سارة قزاز -توقفت لاحقًا- ومحمد عمر، وعلي عبد الكريم، وأيوب خضر، وحسين قريش، وعبد المجيد عبد الله، وطلال سلامة.
وقد أعاد الكرة عبد المجيد عبد الله، مثل عبده ولطفي، مستفيدًا من ملحني جيله سواء من البحرين أو الكويت في تثبيت مسيرته الغنائية، على رأسهم خالد الشيخ وراشد الخضر وعبد الله الرميثان. كما أنه دعمت حناجر عربية بإنتاج الشركات السعودية، فنون الجزيرة وروتانا وفرسان، مثل: رباب، وعبد الكريم عبد القادر، ونبيل شعيل، وعبد الله الرويشد، وسميرة سعيد، ورجاء بلمليح. نشطت الصحافة الفنية مخصّصة صفحاتها اليومية والأسبوعية بالمواد الصحفية، إضافة إلى الحروب الكلامية المؤججة في إثارة جماهير الفنانين، ومفاضلة أنماط فنية، ومسائل تخص القديم والمعاصر عكست أفكارًا ومواقف بعضها تجاوز الفن ودوره ما ترك آثارًا لدى الفنانين.

###### المرحلة الرابعة
بدأت بوادر هذه المرحلة في النصف الثاني من التسعينيات (نهاية القرن العشرين)؛ إذ دخلت صناعة الكاسيت مرحلة النهاية بظهور الشبكة الإلكترونية، وخدمة تحميل وتداول الأعمال الفنية رقميًّا بوصفها مادة إعلامية بالرغم من ظهور صناعة الأسطوانة الرقمية إلا أنها لم تستطع أن تصمد.
غير أن الفضائيات شكلت فرصة كبيرة لتحقيق الانتشار لأي مغنٍّ أو مغنية. وأسهم تصوير الأغنيات أو نقل بث الحفلات في تكريس الأسماء الجديدة وإعادة تلميع الأسماء المخضرمة. وقد استطاع موقع اليوتيوب وما يماثله أو يعتمد على خدمته من مواقع أخرى أن يكسر سلطة جهاز التحكم عن بعد وسلطة نظام برامج الفضائيات وعناء الانتظار والتوقع مكرسًا طواعية مارد المصباح السحري، فأمسى حقيقة المصباح الإلكتروني. ظهرت هذه الحقبة أسماء جديدة مثل: راشد الماجد، وراشد الفارس، ووعد، وجواد العلي، وعباس إبراهيم، وأسيل العمران. ودعمت حناجر عربية في هذه المرحلة وبرز منهن أنغام وذكرى، وأصالة، ويارا، ومنى أمرشة.
ويعد التحول الجديد ظهور غناء الهامش، وتقدمه إلى مصاف أمامية مع مغني الراب، وهي نسخ عربية لفن الهيب هوب، وبرز في هذا كلاش (محمد الغامدي) في فرقة حملت اسم «عيال الغربية»، وقصي خضر أحد الأعضاء البارزين في فرقة «أساطير جدة»، وقد طوّعوا هذا الفن لموضوعات النقد الاجتماعي بصورة الرفض والاحتجاج. ويوازي هذا الغناء في صورته النقدية الاجتماعية تجربة غير مكرسة لعبد الرحمن محمد من حيث اختياره نصوص «الشعر المغنى» المستقرة في ذاكرة الغناء الحجازي منذ القرنين التاسع عشر والعشرين -كان يؤدّى بعضها مجسات ودانات، فأعاد تلحينها بروح تعبر عن «جماليات الحنين» تخلق مسار «رومانسية رقمية» في التعامل مع نص مقفل من التراث بقدر أنه لا يحاكي عصره غير أنه يعيد تمثيل صوتيات الانتماء والهوية العربية الإسلامية في نمط «الأغنية البديلة» التي تختبر طرائق الأداء العربية مع موروثات مشتركة سواء تركية أو شامية، بالنسبة لمرجعيات الغناء الحجازي المتقاطع مع المصري والشامي والتركي، وإعادة دمجها في غناء متوسطي يستثمر إيقاع «الروك البديل» وحساسية عزف الغيتار بروح متوسطية تجمع التراث الهجين والطابع الأندلسي والموريسكي والتروبادوري.
كأنما تجربة عبد الرحمن محمد تشير إلى أن افتتاح القرن العشرين بتسجيلات الشريف هاشم العبدلي بمجسات ودانات لنصوص شعرية من عصور الثقافة العربية، لا تقف عند فارس عبس عنترة بن شداد، ولا تنتهي عند الملك الهاشمي عبد الله بن الحسين، إنما يعاد تحريك الشعر المغنى بأصوات عصر آخر يتبع تيارات «الأغنية البديلة».
خلال هذه الحقبة صدرت بعض المؤلفات بعضها يخص شخصيات فنية كأن يكون مغنيًا أو شاعرًا غنائيًّا أو ملحنًا، وبعضها ديوان نصوص شعرية غنائية ومنها: «بشير حمد شنان» (1998) لحمد عبد الله شنان، و«إبراهيم خفاجي: إبداع له تاريخ» (1999) هاني فيروزي، و«عميد الفن السعودي: الموسيقار طارق عبد الحكيم» (1999) لإسماعيل حسناوي، وديوان «مشاوير الهوى» (2000) صالح جلال، وأصدر الشاعر والمنتج علي القحطاني سير مغنيه وأعمالهم في ثلاثة مجلدات: مجلدان عن السيرة «عيسى الأحسائي: ذكريات فنان» (2001)، والثالث عن أعماله الغنائية «عيسى الأحسائي: أغاني» (2004)، وأصدر الصحافي علي فقندش موسوعة من خمسة مجلدات عن شخصيات عامة: «هم وأنا» (2001 – 2005) احتوت سيرًا ذاتية لفنانين (مغنين، وموسيقيبن، وشعراء أغنية، ومنتجين)، وموسوعة مشاهير الفنانين السعوديين» (2003) لطارق عبد الحكيم وإسماعيل حسناوي.
ويمكن أن نشير إلى أنه وردت ترجمات لشخصيات من الفنانين السعوديين في موسوعات عربية؛ إذ نجد ترجمات لكل من حسن جاوة (1892 – 1964)، وطلال مداح (1940 – 2000)، وبشير شنان (1946 – 1974) ومحمد عبده في كتاب «أشهر الملحنين في الموسيقى العربية» (2000) للمؤرخ التونسي محمد بو ذينة.
ووردت ترجمة للشاعر عبد الله الفيصل (1923 – 2007)، إضافة إلى طلال مداح ومحمد عبده في «موسوعة الغناء في مصر» (2006م) للمؤرخ والصحافي المصري محمد قابيل.
وأصدر الصحافي علي فقندش مع وديان قطان موسوعة «نساء من المملكة العربية السعودية» (2006) احتوت سيرًا ذاتية لمغنيات وشاعرات أغنية. وفي مؤلفات عبد الله أبكر الموسوعية «صدى الأيام ماذا في حارات مكة» (2007) أورد سيرًا لبعض مشاهير الإنشاد والغناء مثل: المنشد عباس مالكي، والمغني علي غسّال (1915 – 2004)، والمغني عمر العيوني (ت.2006).
كذلك وضع أبكر موسوعة أخرى: «صور من تراث مكة المكرمة في القرن الرابع عشر الهجري» (2009) تحدّث فيها عن الفنون الغنائية المكية، وأصدر عبد الرحمن اللهبي كتاب «رجال الطرب الحجازي» (2009)، وأصدر أبكر لاحقًا «الصهبة والموشحات الأندلسية في مكة المكرمة» (2013). ولكن يواجه فن الغناء مصاعبًا أدت إلى انهيار الصناعة (وللسينما نصيب أيضًا)، وهذه ظاهرة عالمية، وتحاول شركات الإنتاج أن تعوض خسائرها وإيجاد فرص عمل للحناجر، بينما اتجه بعض من الفنانين إلى الإنتاج الذاتي.
وتكشف هذه الحقبة عن تحول في مسار التجربة الفنية من حيث إثبات الجدارة بمعايير تشابه صعوبات مطلع القرن العشرين، ولا تغفل التطور الفني وأساليبه بموازاة التطور التقني وسرعة ابتكاراته وتنوعها في الحجم والوظيفة والخدمة.
وعلى الرغم من أن أزمة الملحن دائمة في نقصانه مثل الشعراء المجددين غير أن الحناجر، مع شركات الإنتاج، تأخذها رغبة المنافسة في التفرد بأعمال ولو بمستويات متفاوتة دفعت إلى ضخ كمية من الألحان التي كانت تعبأ في أشرطة الكاسيت ما بين أربع أغنيات وعشر أغنيات، ثم انتقلت مع الأسطوانات الرقمية نحو خمس عشرة أغنية، ومن ثم خضعت لمنطق الوضع المتغير بإصدار أغنية منفردة، ولا تسلم من هدر الحقوق في النقل والتداول. ولكن تطور صناعة وسائل التداول (الأسطوانات البلاستيكية والنايلون، والكاسيت، والأسطوانة الرقمية) ووسائط النقل التقني (الجوال، اللاب توت، الآي بود، الآي باد، الآي تونز) ومواقع التداول المتنوعة مثل: (اليوتيوب، والساوند كلاود) دفع بعملية تسهيل الحصول على العمل الفني في أي لحظة، ونقله وحفظه مع خطورة هدر حقوق المؤلف (شاعرًا، وملحنًا، ومغنيًا وموزعًا ومنتجًا) في العالم العربي. وهو ما يسهم في تفاقم مشاكل ينبغي مواجهتها بالتعاون مع مختلف المعنيين بشكل جدي.

## أحداث موسيقية
| التاريخ     | الحدث | المصدر      |
| ----------- | --- | ----------- |
| سبتمبر 2023 | تأسيس أول جمعية مهنية للموسيقى في الرياض | [ 3 ]       |
| أغسطس 2023  | إقامة مهرجان "لحن المملكة" النسخة الأولى في سبتمبر 2023 | [ 4 ]       |
| نوفمبر 2021 | أعلنت هيئة الموسيقى في السعودية اليوم عن إطلاق معهد «بيت العود» في الرياض لتعليم العزف على آلة العود                                                                                              | [ 5 ]       |
| 2020        | تأسيس «معهد البيت الموسيقي العالي للتدريب» "ميوزك هوم" أول معهد موسيقي متخصص في تدريس الموسيقى في السعودية، وأعلن المعهد إطلاق أول دبلوم موسيقي معتمد من وزارة الثقافة في السعودية في سبتمبر 2023 | [ 6 ] [ 7 ] |
| ديسمبر 2020 | أعلن وزير الثقافة الأمير بدر بن عبد الله بن فرحان عن صدور أول ترخيص لمعهدين موسيقيين في السعودية                                                                                                  | [ 8 ]       |
| فبراير 2020 | تأسيس هيئة الموسيقى | [ 9 ]       |
| ديسمبر 2019 | إقامة مهرجان مدل بيست للمرة الأولى في العاصمة الرياض | [ 10 ]      |

## مؤسِّسو الأغنية السعودية
كان التحاق طارق عبد الحكيم بالجيش في نهاية الثلاثينيات من القرن العشرين، نقطة تحول في تاريخ الأغنية السعودية، فقد تم ابتعاثه لدراسة الموسيقى في مصر في 1952، وقام بتأسيس فرقة الإذاعة في 1961، حيث يُعدّ طارق مؤسس الأغنية السعودية، كونه أول من أسس فرقة رسمية، وكانت تعزف السلام الملكي والمارشات العسكرية في حينها.

## غياب الصوت النسائي
قدمت الموسيقى السعودية أول أصواتها النسائية في 1959، ولم تصمد، فبعد ظهور المطربة عتاب، لم تستوعب البيئة المحلية في حينها وجود فنانة سعودية استعراضية.
انقسمت الموسيقى النسائية في السعودية إلى مسارين، هما:
- الفنانة المطربة.
- فنانة الأفراح.

## المركز السعودي للموسيقى
يعد المركز السعودي للموسيقى، أحد المراكز التابعة لهيئة الموسيقى، وتوجد له 3 فروع في الرياض وجدة والخبر، حيث يقوم المركز بتعليم الطلبة الموسيقى السعودية، ويتم تعليمهم في 4 مجالات، هي:
- الآلات.
- الصوت والغناء.
- الأكاديمية المهنية.
- إنتاج الموسيقى.

## تطوير الموسيقى السعودية
قامت السعودية بتطوير الموسيقى السعودية، عن طريق تقديم حزمة من المبادرات، إلى تطوير البنية التحتية، واكتشاف المواهب وإبرازها. حيث قامت وزارة الثقافة السعودية، من خلال هيئة الموسيقى على دعم المبادرات، عبر 5 ركائز أساسية، هي:
- التعليم.
- الإنتاج.
- أداء العروض الموسيقية والنشر والتوزيع.
- التوعية والدعم.
- التراخيص.